# Lonely Planet (пісня)
«Lonely Planet» (укр. «Самотня планета») — пісня вірменського гурту «Dorians», з якою він представляв Вірменію на пісенному конкурсі Євробачення 2013 в Мальме. Пісня була виконана 18 травня у фіналі, де, з результатом у 41 бал, посіла вісімнадцяте місце.